# Omphale prabha
Omphale prabha är en stekelart som beskrevs av T.C. Narendran 2006. Omphale prabha ingår i släktet Omphale och familjen finglanssteklar. Inga underarter finns listade i Catalogue of Life.